# Suzanna Lubrano
Suzanna Lubrano (Ribeira da Barca, em Santa Catarina, em Cabo Verde) é uma cantora cabo-verdiana de kizomba, coladeira, funana e zouk. Residente na Holanda, e ganhou o troféu da Melhor Artista Africana no âmbito do concurso Kora Awards 2003, o mais prestigiado prémio musical do continente africano. As canções de Suzanna Lubrano são muito populares entre os dançarinos de zouk e lambada.

## Discografia

### Álbuns
- 2015 - Vitoria(TransCity/BMP)
- 2013 - The Hits Collection (2CD)(TransCity/BMP)
- 2011 - The best of Suzanna Lubrano(TransCity/BMP)
- 2010 - Live at Off-Corso (DVD + downloadable audio album) (TransCity/BMP)
- 2009 - Festa Mascarado (Mass Appeal Entertainment)
- 2008 - Saida (Mass Appeal Entertainment/Vidisco)
- 2003 - Tudo Pa Bo (Kings Records)
- 1999 - Fofo (Kings Records)
- 1997 - Sem Bó Nes Mund (Kings Records)

### Outras participações
- Tardi Di Mas (TransCity BMP/Blue Pie Music, 2012)
- Ca Bu Para (TransCity BMP/Blue Pie Music, 2012)
- Justify (I Try) - Featuring Kenny B & Benaissa (TransCity BMP/Blue Pie Music, 2011)
- Hijo de la luna (Festa Mascarado, Mass Appeal Entertainment, 2009)
- Nunca Mas (Loony Johnson remix) (TransCity, 2009)
- Dankbaar (Lange Frans & Baas B) (Walboomers, 2009)
- Sucrinha (com La MC Malcriadio, LusAfrica, 2006)
- Mas um vez (Tropical Stars, Tropical Music, 2005)
- Silêncio (single CD, Coast to Coast, 2004)
- In Silence (single CD, Coast to Coast, 2004)
- Stilte (single CD, Coast to Coast, 2004)
- Paraiso (Jeux de Dames volume 4, Rubicolor, 2004)
- Dilemma (Jeux de Dames volume 3, Rubicolor, 2002)
- Nos dos (Beto Dias, Kings Records, 2000)
- Our night (TxT Stars, volume 1, 1999)
- Cada momentu (Sukuru, Rabelados, 1996)